# 前田直之
前田 直之（まえだ なおゆき、慶長9年3月9日〈1604年4月8日〉 - 延宝2年10月18日〈1674年11月15日〉）は、江戸時代前期の加賀藩前田家の家臣。前田利政の長男。前田土佐守家の2代当主。母は側室嶺雲院。幼名は又若。初名は利直、後に政之。通称は肥後、三左衛門。子は前田直作など。

## 来歴
慶長9年（1604年）、前田利政の長男として京都で誕生。
父・利政は関ヶ原の戦い後に改易されていたため、祖母・芳春院（おまつの方）に引き取られ金沢で養育された。12歳の時、芳春院の願いもあって加賀藩第3代藩主の利常に召し出され、2000石で家臣となる。また、芳春院の死後、化粧料として拝領していた7500石を継ぎ、その後さらに加増されて1万石を領した。
延宝2年（1674年）、死去。藩祖・前田利家と芳春院の直系であったため、子孫は加賀藩中でも別格の家柄として明治まで存続した。